# Potelières
Potelières is een gemeente in het Franse departement Gard (regio Occitanie) en telt 324 inwoners (2005). De plaats maakt deel uit van het arrondissement Alès.

## Geografie
De oppervlakte van Potelières bedraagt 6,4 km², de bevolkingsdichtheid is 50,6 inwoners per km².

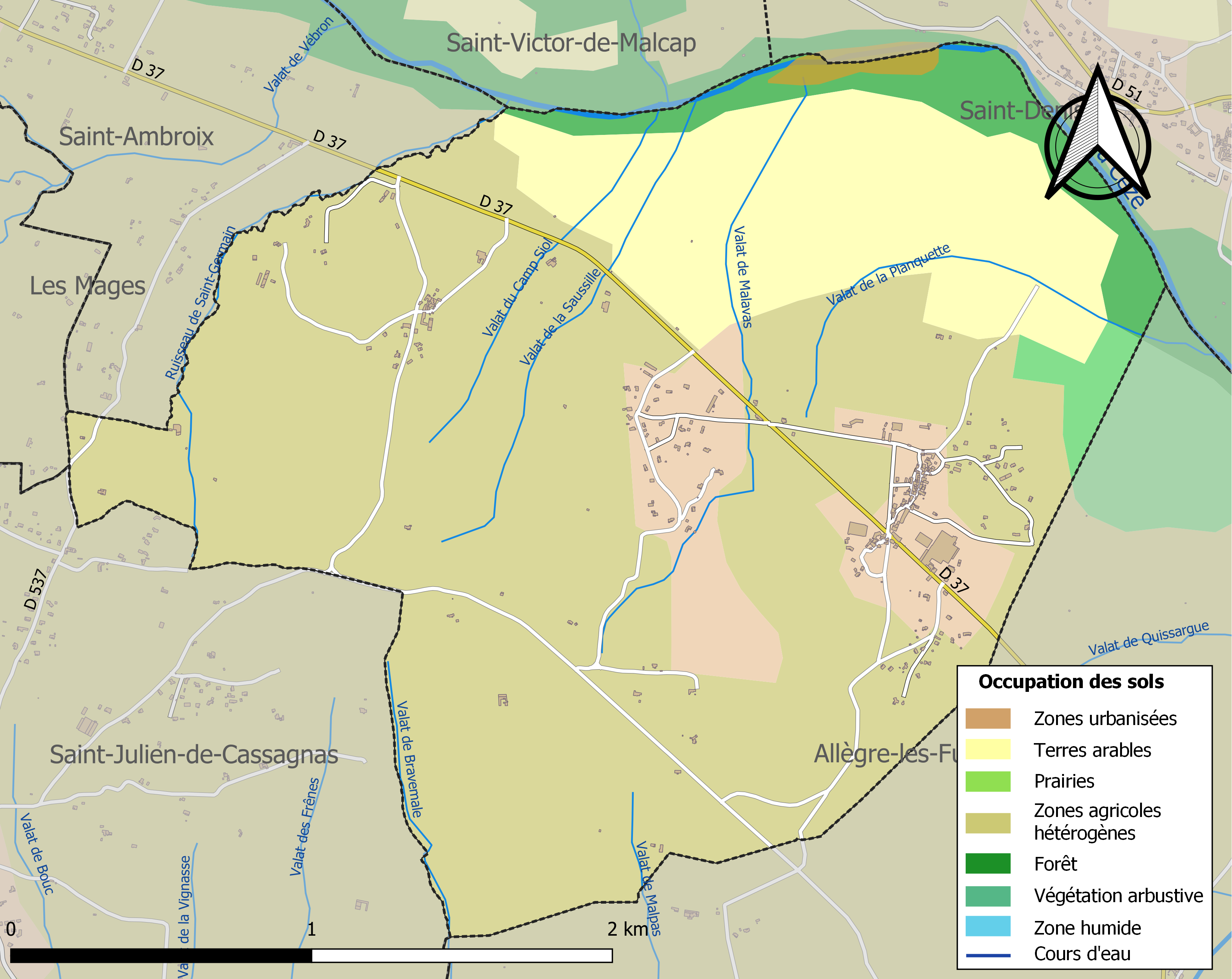
Kaart van de gemeente met de belangrijkste infrastructuur, bodemgebruik en omliggende gemeenten

## Demografie
Onderstaande figuur toont het verloop van het inwonertal (bron: INSEE-tellingen).